# Mumble cel mai tare dansator
Mumble cel mai tare dansator (Happy Feet) este un film musical de animație regizat, produs și co-regizat de George Miller. Premiera filmului a avut loc în anul 2006.